# 55 Cancri
55 Cancri, (indicata anche come ρ1 Cancri secondo la nomenclatura di Bayer) o Copernicus , è una stella doppia di classe spettrale G8-V, distante 40,9 anni luce dal Sistema solare, nella costellazione del Cancro. Le dimensioni di 55 Cancri A sono appena inferiori di quelle del nostro Sole, mentre 55 Cancri B è una nana rossa di classe M3.5-4V. Le due componenti sono separate da oltre mille unità astronomiche.
Al 2007, il sistema conta ben 5 pianeti noti orbitanti attorno alla stella 55 Cancri A: quattro di questi hanno una massa simile a quella di Giove e di Saturno, mentre il più interno ha una massa simile a quella di Nettuno.

## Caratteristiche visuali

### Nome
La stella è indicata 55 Cancri secondo la nomenclatura di Flamsteed, che associa un numero al genitivo del nome in latino della costellazione. Nella nomenclatura di Bayer, invece, la stella è indicata come ρ1 Cancri.
Alla fine del 2015, al termine della prima edizione del concorso pubblico NameExoWorlds, l'Unione Astronomica Internazionale ha denominato la stella "Copernicus"

### Osservabilità

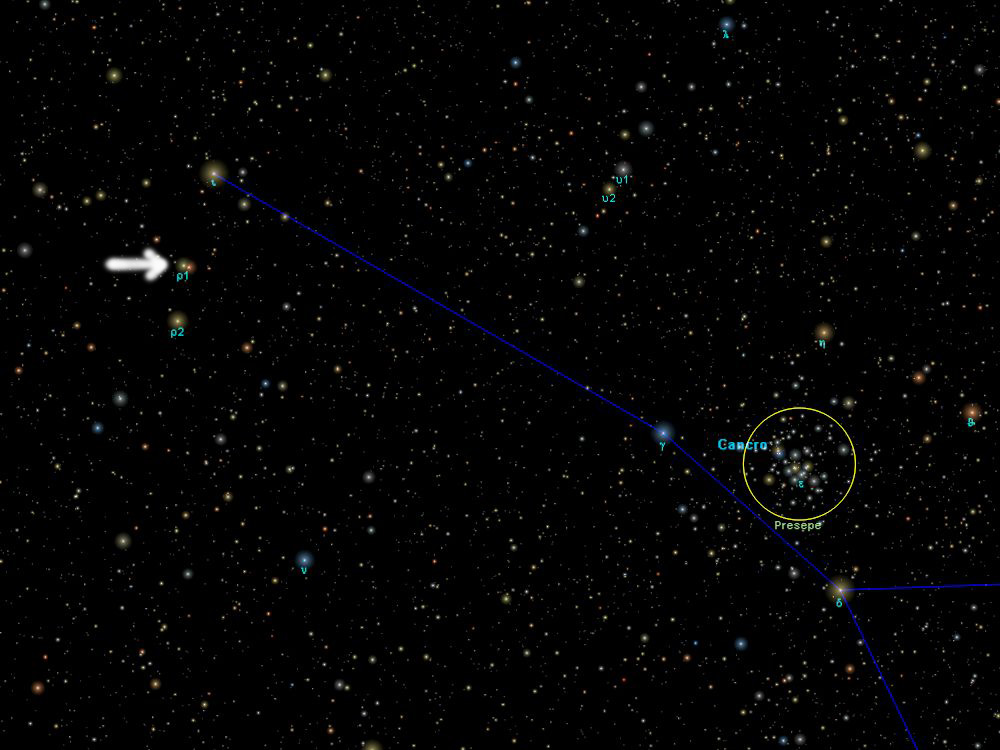
La posizione di 55 Cancri (ρ^{1} Cnc), nella costellazione del Cancro

La stella è all'estremo limite di osservabilità ad occhio nudo, sebbene la sua luminosità venga incrementata apparentemente dalla presenza a pochi minuti d'arco dalla stella 53 Cancri, di magnitudine apparente molto simile, cosicché la coppia diventa visibile come una stellina minuta poco ad est di Iota Cancri. Un binocolo consente già di scindere le componenti, che appaiono la prima gialla e la seconda rossa; in realtà, mentre 55 Cancri è una delle stelle relativamente più vicine al Sistema solare, 53 Cancri è una gigante rossa molto più lontana.

### Distanza
Come detto sopra, il sistema di 55 Cancri è localizzato a breve distanza dal nostro Sole: il Satellite Hipparcos ha rilevato un moto di parallasse di 79,80 millisecondi d'arco, corrispondente ad una distanza di 12,5 parsec. 55 Cancri A ha una magnitudine apparente di 5,95, mentre la sua compagna nana, 55 Cancri B, è di tredicesima magnitudine, visibile solo attraverso telescopi.

## Componenti

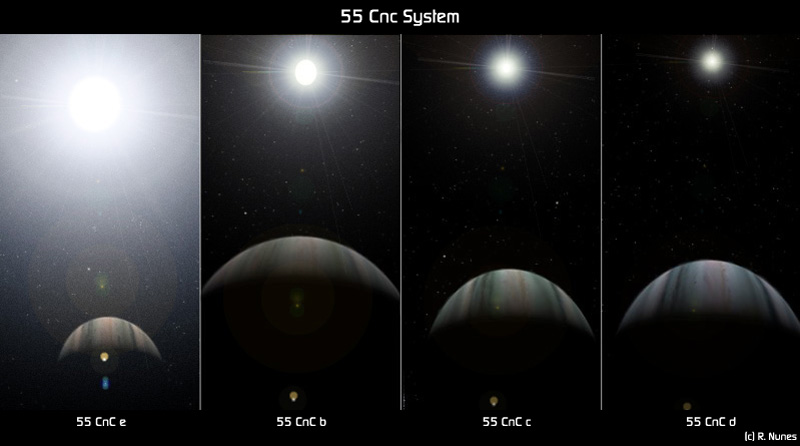
Stelle A e B viste dai pianeti del sistema stellare in un'elaborazione al computer

La stella primaria, 55 Cancri A, è una stella gialla di dimensioni contenute, sulla sequenza principale, di classe spettrale G8V, a volte classificata anche di tipo K0; è appena più piccola del Sole e, dunque, è più fredda e meno luminosa. Possiede una variazione di luminosità minima e solo a bassa emissione dalla sua cromosfera.
55 cancri A sembra essere più ricca del Sole di elementi più pesanti dell'elio, con una percentuale di ferro del 224% rispetto alla nostra stella, al punto da venire classificata come una rara "stella super-ricca in metalli" (SMR). Tale abbondanza di metalli rende difficili le stime sull'età e sulla massa, in quanto i modelli evoluzionistici di questo tipo di astri non sono ben definiti; una stima basata sull'attività della cromosfera suggerisce che la stella possa avere circa 5,5 miliardi di anni.

Per spiegare l'alto tasso di metalli in questa classe di oggetti è stato ipotizzato che il materiale ricco di metalli possa essere caduto all'interno della protostella durante la formazione stellare. Questo potrebbe dunque aver inquinato gli strati esterni della stella, che risultano possedere una grande quantità di metallo. Gli strati più esterni potrebbero aver conservato una più alta abbondanza di questi elementi pesanti per effetto di una zona convettiva relativamente poco profonda. IL suo ciclo di attività stellare di 10,5 anni è simile a quello undecennale del Sole.
55 Cancri B è invece una nana rossa; posta a circa 1065 UA dalla stella primaria, è molto meno massiva e luminosa del nostro Sole. Nonostante la loro grande separazione, le due stelle appaiono gravitazionalmente legate e posseggono un comune moto proprio. Ci sono indizi che fanno supporre che questa stellina sia a sua volta una stella doppia, ma non è ancora stato confermato.

## Sistema planetario

Le orbite dei pianeti di 55 Cancri A, confrontate con quelle del nostro Sistema solare.

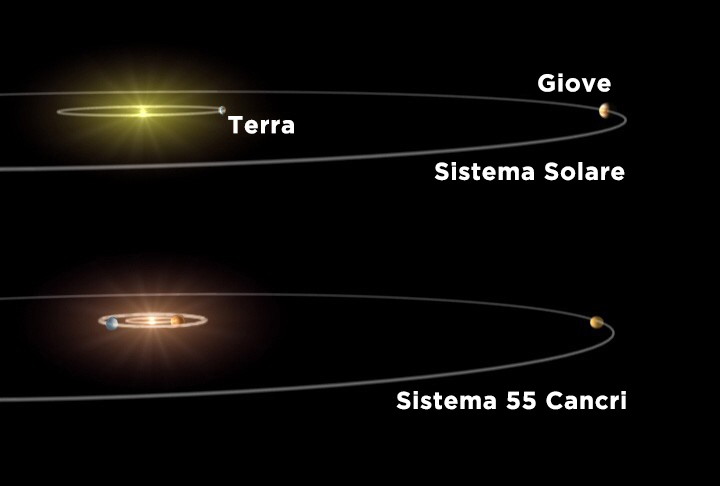
Il nostro sistema solare confrontato con il sistema planetario di 55 Cancri

Intorno alla stella 55 Cancri A orbitano 5 pianeti gassosi, dei quali l'ultimo scoperto nel novembre 2007 (55 Cancri f) si trova nella cosiddetta zona abitabile.
Nel 1997, la scoperta di un pianeta orbitante attorno a 55 Cancri A fu annunciata assieme a quella del pianeta di Tau Boötis e di Upsilon Andromedae: al pianeta fu assegnata la sigla 55 Cancri b. L'anno successivo, fu identificato un sistema di polveri, simile a quello della cintura di Kuiper; questa struttura mostrò un raggio di 40 UA e un'inclinazione di 25° rispetto al piano celeste.

Nel 2002 fu annunciata la scoperta di altri due pianeti 55 Cancri d e 55 Cancri c, quest'ultimo identificato grazie allo studio del moto sincrono del precedente pianeta. 
Due anni dopo, fu scoperto 55 Cancri e, l'unico pianeta osservato transitare davanti alla stella e del quale è cos noto il raggio, 1,875 volte quello terrestre e con un'orbita estremamente vicina alla sua stella; sempre nello stesso anno, venne confermato che il pianeta più esterno del sistema, 55 Cancri d, abbia un'orbita inclinata di 53 gradi sul piano celeste. Un successivo riesame delle misurazioni compiute dal Telescopio Spaziale Hubble ha permesso la scoperta di un quinto pianeta, denominato 55 Cancri f, la cui scoperta fu annunciata nel novembre 2007.
Tale sistema planetario è uno dei più estesi conosciuti, e fu il primo sistema planetario conosciuto con 5 pianeti confermati, quando nel 2007 venne scoperto 55 Cancri f.

### Prospetto
Segue un prospetto dei componenti del sistema planetario di 55 Cancri.
| Pianeta                                 | Massa     | Raggio   | Periodo orb.  | Sem. maggiore | Eccentricità | Scoperta |
| --------------------------------------- | --------- | -------- | ------------- | ------------- | ------------ | -------- |
| e (Janssen)                             | 7,99 M⊕   | 1,875 r⊕ | 0,74 giorni   | 0,0154 UA     | 0,028        | 2004     |
| b (Galileo)                             | 0,84 MJ   | -        | 14,653 giorni | 0,1134 UA     | 0,0023       | 1996     |
| c (Brahe)                               | > 56,7 M⊕ | -        | 44,373 giorni | 0,237 UA      | 0,072        | 2002     |
| f (Harriot)                             | > 47 M⊕   | -        | 260,91 giorni | 0,773 UA      | 0,08         | 2007     |
| d (Lippershey)                          | >3,86 MJ  | -        | 4867 giorni   | 5,446 UA      | 0,027        | 2002     |
| rappresentazione schematica del sistema |           |          |               |               |              |          |